# ドイツ国防軍
ドイツ国防軍（ドイツこくぼうぐん、ドイツ語: Wehrmacht：ヴェーアマハト、ドイツ語発音: [ˈveːɐ̯maxt] ( 音声ファイル)、直訳: 「防衛軍隊」）は、1935年から1945年にかけて存在したナチス・ドイツの武力組織である陸軍、海軍、空軍の三軍の総体を指す。ナチス・ドイツ体制下において、国家唯一の武装者（Waffenträger der Nation）と規定された存在である。（実際には武装親衛隊などの他の軍事組織が存在している）

## 概要
1935年3月16日、ドイツ再軍備宣言による徴兵制の再施行とともに発令された「国防軍建設に関する法律（ドイツ語: Gesetz für den Aufbau der Wehrmacht）」 により、旧来の国軍（ドイツ語: Reichswehr ）は、国防軍に改称された。総兵力は50万人となり、その後も多額の軍事費が投じられ、拡張と近代化が進められた。1939年のポーランド侵攻直前の兵力は318万人と世界でも屈指の規模であった。第二次世界大戦においてはフランス、イギリスを初めとする連合国と戦い、当初は大きな勝利を収めたが、独ソ戦開戦後の1942年ごろから徐々に退潮し、1945年5月には無条件降伏を行い、1946年8月20日に正式に解体された。

## 歴史

### 前史

#### 国軍時代の秘密再武装
第一次世界大戦に敗北したドイツでは帝政が崩壊したが（ドイツ革命）、陸軍参謀次長のヴィルヘルム・グレーナーはドイツ社会民主党のフリードリヒ・エーベルトと密約を結び（エーベルト・グレーナー協定）、共和国への支持の見返りに、陸海軍の存続保証を得た。1919年3月6日に軍はvorläufige Reichswehr（暫定国軍）として再建された。1921年1月1日にはReichswehrと改称している。日本語ではヴァイマル共和国時代の軍隊である点を強調して「ヴァイマル共和国軍」と訳し分けることもあるが、Reichswehr時代も「国防軍」と訳出されることがある。グレーナーの協定があったにもかかわらず、軍内にはパウル・フォン・ヒンデンブルク元帥を始めとする帝政支持派が多く、共和制とは一線を画した存在であった。1920年に陸軍統帥部長官 (Chef der Heeresleitung der Reichswehr) に就任したハンス・フォン・ゼークトは軍の政治的中立に重点を置き、装備の充実を図った。この政党から超然とした軍は「国家内国家」と呼ばれることになる。
ヴェルサイユ条約の軍備制限条項によりドイツの軍隊は陸軍兵力を10万人に限定され、義務兵役制度も廃止された。機構面でも参謀本部、陸軍大学校、陸軍士官学校は禁止され、軍備でも戦車部隊、重火器は禁止された。海軍兵力は1万5000人、戦艦6隻、巡洋艦6隻および駆逐艦12隻の保有のみが認められた。また、航空戦力の保持は禁止された。軍を離れねばならなかった旧軍人は巷に溢れ、社会的に不安定な要素となった。軍はヴェルサイユ条約の規制をかいくぐって軍備の維持、向上を目論んだ。参謀本部は「兵務局」に偽装して存続させ、将来の拡充を見越して、下士官に将校レベルの教育を行った。ドイツ義勇軍などに偽装した形で人員の確保を行った（黒い国防軍）。また赤軍の協力を得てソ連国内で秘密裏に航空機、戦車、化学戦等の訓練施設を設け、将来の再軍備への準備を怠らなかった。戦闘機を旅客機・戦車を農業用トラクターと称し、郵便配達人の自衛用との名目で小銃を開発、新型の機関銃や火砲に敗戦前の年式を付けて開発時期を偽装するなど、軍備を整え技術を高めていった。この結果世界初のジェット戦闘機メッサーシュミット Me262、アサルトライフルの始祖StG44 (突撃銃)、初のミサイル兵器V2ロケットなど当時としては画期的な兵器が数多く生み出されることとなる。

#### ヒトラー政権下の軍拡
1933年、アドルフ・ヒトラーが首相に就任した。ヒトラーは生存圏の確保を唱え、軍事を極めて重視していた。2月3日にはハンマーシュタイン＝エクヴォルト兵務局長宅で開かれた会談（de:Liebmann-Aufzeichnung）において、軍首脳に再軍備を約束している。また2月8日の閣議では「あらゆる公的な雇用創出措置助成は、ドイツ民族の再武装化にとって必要か否かという観点から判断されるべきであり、この考えが、何時でも何処でも、中心にされねばならない」「すべてを国防軍へということが、今後4～5年間の至上原則であるべきだ」と言明するなど、ナチス時代の経済政策はすべて軍備増強を念頭に置かれたものであった。新たに設置された航空省はヘルマン・ゲーリングをトップとし、空軍の再建が進行していった。国家予算における国防費も、1932年には6億3000万ライヒスマルクであったが、1933年には7億4600万ライヒスマルク、1934年には19億5200万ライヒスマルクと急増している。さらにメフォ手形などの秘密手段によっても資金が調達され、1934年だけでも40億9700ライヒスマルクが軍事費として投じられている。1941年に海軍財政局は1933年以降の状態を回顧して、困難がなかったわけではないが、「（資金は）常にほとんど無制限に提供された」としている。

### 国防軍の発足
1935年3月16日にヴェルサイユ条約軍備制限条項の破棄（再軍備）が宣言されると、軍はReichswehr（ライヒスヴェア）からWehrmacht（ヴェアマハト）へと改名される。陸軍、海軍の名称も下記のように改名され、空軍の存在も公式に定められた。
- 陸軍 - Heer（ヘーア）　旧名Reichsheer（ライヒスヘーア）
- 海軍 - Kriegsmarine（クリークスマリーネ）　旧名Reichsmarine（ライヒスマリーネ）
- 空軍 - Luftwaffe（ルフトヴァッフェ）

三軍の最高機関としては陸軍総司令部(OKH)、海軍総司令部(OKM)、空軍総司令部(OKL)が設置され、それぞれに総司令官が置かれた。また陸軍の参謀本部も兵務局から改称して復活した。さらに5月21日には、所轄官庁である国防省(Reichswehrministerium)は戦争省(Reichskriegsministerium)へと改称されている。

### 国防軍再編成
1935年5月21日に、全38条からなる兵役法が施行される。
- 第一条
  - 一、兵役はドイツ民族に対する名誉ある勤務である。
  - 二、すべてのドイツ男子は、兵役の義務を負う。
  - 三、戦時においては、兵役の義務を超越して、すべてのドイツ男子と、すべてのドイツ女子は、祖国のための勤務について義務を負う。
- 第二条
  - 国防軍は武器を執って防衛するものであると共に、ドイツ民族に向かって、軍隊的な教育を施すべき学校である。国防軍は、陸軍、海軍および空軍より成る。
- 第三条
  - 一、国防軍の最高司令官は指導者兼首相（Führer und Reichskanzler）である。
  - 二、国防大臣はその下にあって、国防軍の高級指揮者として、国防軍に向かって指揮権を発動する。

国防軍の誕生とともに再軍備はいよいよ公然化し、1936年の総軍事費は102億7300万ライヒスマルク、1938年には172億4700万ライヒスマルクに達した。国民総生産に対する割合は、1936年で15.7％、1938年には21.0％に達している。

### ヒトラーによる掌握
ヴァイマル共和国時代から軍隊の最高指揮権は国家元首の大統領に所在し、国防大臣に権限を委託する形式であった。ヒンデンブルク大統領が死去した後、ヒトラーはその権限を受け継いでいた。1938年、ヒトラーの外交政策（ホスバッハ覚書）に反対する国防大臣ブロンベルク元帥と陸軍総司令官フリッチュ上級大将にスキャンダルをでっちあげ、失脚させた（ブロンベルク罷免事件）。ヒトラーは後継の大臣を指名せず、新たにヴィルヘルム・カイテルを総長とする国防軍最高司令部を設け、自らはその最高司令官に就任することで国防軍三軍を直接指揮する仕組みを作った。その後の国防軍の多くはヒトラーの政策に表立って反対することはなく、1939年のポーランド侵攻までの外交政策はおおむね国防軍も同意していた。

### 第二次世界大戦

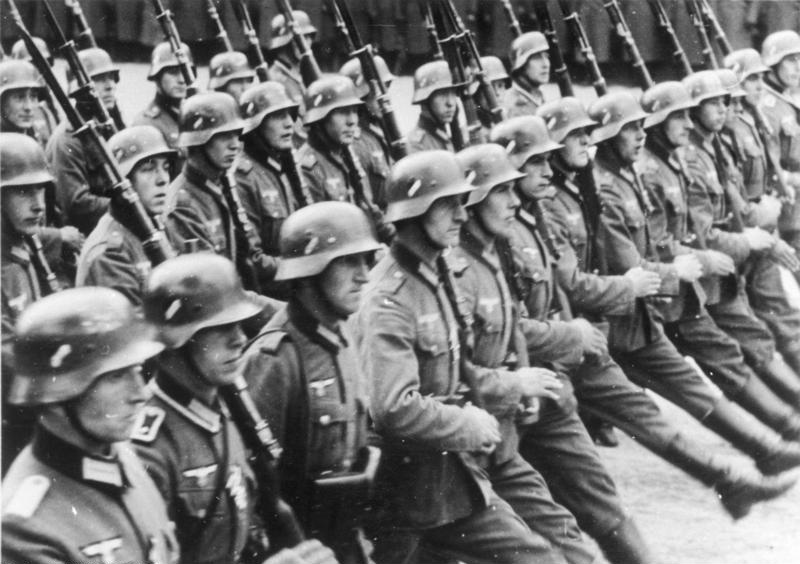
1939年10月5日、ワルシャワで戦勝パレードするドイツ国防軍陸軍

開戦から1941年頃までは優れた戦術と戦略で、ポーランドやフランス、ユーゴスラビア、ギリシャなど連合国を圧倒し、ヨーロッパの大半をドイツの影響下に収めた。しかし1941年6月の独ソ戦開始以降、厳しい気候と赤軍の粘り強い抵抗によって次第に消耗していった。1941年の冬に陸軍参謀本部と司令部は後退を求めるようになり、退却を許さないヒトラーと対立した。この時にはヒトラーの判断が功を奏して戦線崩壊を免れたが、ヒトラーに反対した陸軍総司令官や参謀総長、多くの将軍が更迭された。ヒトラーは自ら陸軍総司令官を兼任し、独ソ戦の指揮に強く介入するようになった。1942年のブラウ作戦はヒトラーが自ら大綱を書き上げたものであったが、攻勢は不十分に終わり、スターリングラード攻防戦では大きな損害を出した。また1944年にはノルマンディー上陸作戦により、ドイツは東西両面の連合国軍と戦うこととなった。
陸軍元参謀総長ルートヴィヒ・ベック将軍らは戦前から反ヒトラーグループを形成しており、何度もヒトラー暗殺を計画していた。1944年7月20日、総統大本営においてヒトラー暗殺とそれにともなうクーデターを実行しようとした。しかしヒトラー暗殺には失敗し、ベックらのクーデターの呼びかけにもほとんどの国防軍軍人は従わなかった（7月20日事件）。事件後には親衛隊の追及が国防軍上層部にもおよび、エルヴィン・ロンメル元帥らといった国防軍軍人が粛清され、国防軍はいよいよヒトラーに従属するようになった。戦局はさらに悪化し、1944年中にはついにドイツ本土に連合軍が侵攻した。

### 降伏と解体
1945年5月7日には国防軍最高司令部作戦部長アルフレート・ヨードルが降伏文書に署名し、5月8日には国防軍最高司令部総長カイテルが降伏文書に署名、批准を行った。6月5日のベルリン宣言ではこの国防軍の降伏をもって、ドイツが降伏したと規定されている。
ニュルンベルク裁判ではナチ党指導部、親衛隊等とは異なり、犯罪組織としての認定は行われなかった。1946年8月20日、連合国管理理事会が発出した連合国管理理事会命令34号によってドイツ国防軍は正式に解体された。ドイツ連邦軍が再編成されるのは9年後である。

## 兵力
1939年には、38個師団、58万人の兵力を持つ12軍団の編成がヒトラーから要求されていた。予備役の動員は1939年7月と8月に行われた。1939年末に国防軍は470万人を召集していたが、1940年には、ほぼ同数の410万人が再び召集された。人的資源が枯渇していたこともあり、その後、数年で半減し1944年には130万人に達した。1939年から1945年の間に合計、約1,700万人以上の男性が召集された。
第二次世界大戦中には、ドイツ人以外の兵士、特に東欧人の多くが国防軍に参加していた。彼らが志願した理由は、その多くがソビエトのスターリン体制に反発する者が大半で、他には、ユダヤ人、ボルシェヴィキによる東ヨーロッパの支配を恐れていたからである（反ユダヤ主義が蔓延していたため、ユダヤ人とボルシェヴィキは同義として捉えられていた）しかし、中には強制的に動員された場合もあった。ソ連領内だけでも約60万人の男性が補助部隊に志願していた。義勇部隊には、エストニア人、ラトビア人、ベラルーシ人、ウクライナ人、ロシア人、コーカサス人などがいた。ロシア以外の部隊は「東方義勇部隊（Ostlegionen）」と呼ばれ、ロシア人部隊の多くはアンドレイ・ウラソフ率いる「ロシア解放軍」に参加していた。国防軍内における外人部隊の兵士は全体の約5％を占めていたという。
1938年3月にオーストリアが併合された後、オーストリア軍将兵はドイツ国防軍へ編入されたうえでオーストリアにも徴兵制が敷かれ、ドイツ国防軍に召集された。同盟国のドイツ系民族は何万人も国防軍に志願したが、それ以上に多かったのが武装親衛隊（Waffen-SS）であった。また、11,600人のルクセンブルク人強制徴用者、約10万人のアルザス人、3万人のロレーヌ人も動員された。外国人志願者は、インド軍団や自由アラビア軍団などの部隊でドイツ国防軍に参加していた。
また、これら義勇軍は、ドイツと同盟関係にあった東欧諸国（ルーマニア、スロバキア、クロアチア、ブルガリア、ハンガリー）の軍隊と混同してはいけない。独ソ戦における作戦ではドイツ軍の最高司令部の指揮下に置かれていたが、法的には独立していた。

## 忠誠宣誓
ドイツ軍の伝統には、忠誠対象を明らかにする忠誠宣誓が存在した。ヴァイマル時代には「国家と憲法」に対して忠誠を誓うものであった。しかし、ヒトラーが首相となると「民族と祖国」に忠誠を誓うものとなり、国防軍の成立直前には「ドイツ国と民族の指導者であり、国防軍最高司令官であるアドルフ・ヒトラー」（Führer des Deutschen Reiches und Volkes, Adolf Hitler, der Oberbefehlshaber der Wehrmacht）個人に忠誠を誓うようにと変更された。

## 主権紋章
1935年5月1日国防軍は軍帽と軍服右胸ポケットの上に主権紋章を表示する事が決められる。軍帽の正章はドイツ国の国旗色である「赤、白、黒」（帝政当時の彩色。現行は黒・赤・金）を円形に象っている(コカルデ)。ドイツ陸軍、ドイツ海軍ではその周りをそれぞれ銀と金のオークの葉で囲んでおり、ドイツ空軍は周りを羽で象っている。
正章の上につくハーケンクロイツを掴む「鷲」の意匠は、陸軍、海軍、武装親衛隊、空軍それぞれ若干異なっている。羽を広げた鷲の紋章はローマ帝国以来、神聖ローマ帝国、現在のドイツに至るまで国章でもある。

## 国防軍無罪論
国防軍無罪論とはドイツにおける、いわゆる「国防軍神話」の一角を成しており「ドイツ国防軍は国家元首であるヒトラーの命令に従っただけで、戦争犯罪に関する責任はない」とするものである。
これはモスクワの戦いまで陸軍最高司令官を務めていたヴァルター・フォン・ブラウヒッチュ元帥が他の四名の将軍と連名で、降伏後にニュルンベルク裁判に提出した国防軍の役割を示した覚書にその源がある。
そこではドイツ国防軍は非政治的なヒトラーの道具に過ぎず、あくまでも国家元首に服従しただけであり、またユダヤ人やスラブ人に対する残虐行為はあくまでもナチス党隷下の親衛隊によって行われたもので、ドイツ国防軍はドイツの国軍として通常の戦争を行ったに過ぎないとして、ナチズム体制と国防軍を明確に分離していた。
西ドイツにおいては、1950年代に同様の認識を示すエーリヒ・フォン・マンシュタインやハインツ・グデーリアンの回想がドイツで出版されることでこのイメージは補強され、海外でもベイジル・リデル＝ハートが「（国防軍は）ゲシュタポや親衛隊の犯罪行為とは無縁であった」という見方を著している。また東西ドイツにおける再軍備による旧国防軍将校のドイツ連邦軍（西ドイツ軍）および国家人民軍（東ドイツ軍）への復権がそれに輪をかける事となった。7月20日事件に関与したクラウス・フォン・シュタウフェンベルク大佐らが顕彰される一方で、国防軍はプロフェッショナルな集団であり、政治には無垢な存在としてとらえられていた。
しかし、1970年頃から国防軍の戦争犯罪に対する研究が盛んとなり、またナチズムイデオロギーとの関係も研究されるようになった。ドイツ再統一後の1995年から1999年にかけて、ハンブルク社会問題研究所が「絶滅戦争　国防軍の犯罪1941～1944」と題したパネル展（ドイツ国防軍展示会）を開催した。このパネル展で国防軍が東部戦線においてユダヤ人の組織虐殺を行っていた事、国防軍がヒトラーの道具ではなくパートナーであった事などが主張され、ドイツを二分する激しい論争を引き起こした。連邦軍および連邦国防省はこうした問題に態度を表明する必要に迫られ、1995年6月5日に国防軍展示会について「内容はややラディカルなものの、軍事史研究所（国防省の管轄組織）の研究成果をふまえている」という評価を行っている。また11月にはフォルカー・リューエ国防相が、「国防軍は第三帝国の組織として、その頂点において、部隊・兵士とともにナチズムの犯罪に巻き込まれた。それゆえに国防軍は、国家機関として、いかなる伝統も形作ることはできない」と国防軍について批判的な姿勢を示した。
またパネル展の論調が国防軍全体が犯罪行為に関与しているようになっていたことは批判を生んだ。ヘルムート・シュミット元首相は、「私は、事実が明らかにされ、道徳的な観点から判断がなされることには賛成である。しかし、始めから1900万人 すべてを一括して中傷、さもなくば彼等の子供達にあなた方の親には罪があると信じさせるやり方では、展示の当初の目的を果たすことは全く出来ない」と批判している。1997年4月にはドイツ連邦議会において国防軍問題に関する決議を行う動きがあった。同盟90/緑の党は「国防軍は国民社会主義システムの支柱の一つであった。国防軍は組織として国民社会主義の犯罪に関与した」という決議案を提出し、ドイツ社会民主党や民主社会党の賛成を得たものの、ドイツキリスト教民主同盟の提出による「ドイツ国防軍への従事者に対するあらゆる一方的・総括的な非難に対して断固として反対する」という決議案が賛成多数で採択された。1995年8月に『デア・シュピーゲル』が行った世論調査では、46%が「国防軍はナチスの虐殺行為に関与していた」と回答している。
2000年ごろの研究ではホロコーストにおいても国防軍が何らかの形で関与していたことは明らかになってきているが、「純粋に組織的な犯罪集団」であるかどうかについては議論が存在する。2009年、ドイツの歴史家 クリスティアン・ハルトマン は、「いわゆる『清廉潔白な』国防軍という神話について、これ以上正体を暴く必要はなくなった。国防軍の罪はあまりにも圧倒的であるために、これ以上の議論はもはや不要である」と述べている。